# Abeuk Usong
Abeuk Usong is een bestuurslaag in het regentschap Bireuen van de provincie Atjeh, Indonesië. Abeuk Usong telt 819 inwoners (volkstelling 2010).